# Southern Professional Hockey League
La Southern Professional Hockey League (SPHL) est une ligue de hockey sur glace professionnel de niveau bas composée d'équipes domiciliées principalement dans le sud des États-Unis.

## Historique
La SPHL trace ses origines dans trois ligues ayant chacune connue une courte existence. L'Atlantic Coast Hockey League (ACHL) commence ses activités lors de la saison 2002-2003. Mais, après une saison jouée, David Waronker, propriétaire de plusieurs franchises de l'ACHL, décide de retirer ses équipes et forme la World Hockey Association 2 (WHA2). Malgré ses tentatives pour trouver de nouvelles équipes, l'ACHL se voit supplanter par la South East Hockey League (SEHL) dans ses marchés restants et est dissoute. En avril 2004, la WHA2 annonce que ses franchises quittent la ligue pour intégrer une nouvelle entité, l'Eastern Hockey Leage (EHL). La nouvelle ligue accueille également plusieurs équipes de la SEHL mais doit changer de nom pour Southern Hockey Leage afin d'éviter toute confusion avec l'East Coast Hockey League (ECHL), avant de devenir finalement la Southern Professional Hockey League.

## Franchises

Carte des équipes actuelles de la SPHL.

### Équipes actuelles - Saison 2022-2023
| Nom de l'équipe            | Ville                          | Aréna                    | Capacité | Fondation | Entrée |
| -------------------------- | ------------------------------ | ------------------------ | -------- | --------- | ------ |
| Bulls de Birmingham        | Pelham, Alabama                | Pelham Civic Center      | 3 500    | 2017      | 2017   |
| Thunderbolts d'Evansville  | Evansville, Indiana            | Ford Center              | 9 000    | 2016      | 2016   |
| Marksmen de Fayetteville   | Fayetteville, Caroline du Nord | Crown Coliseum           | 9 500    | 2002      | 2004   |
| Havoc de Huntsville        | Huntsville, Alabama            | Von Braun Center         | 6 200    | 2004      | 2004   |
| Ice Bears de Knoxville     | Knoxville, Tennessee           | Knoxville Civic Coliseum | 4 973    | 2002      | 2004   |
| Mayhem de Macon            | Macon, Géorgie                 | Macon Coliseum           | 7 182    | 2015      | 2015   |
| Ice Flyers de Pensacola    | Pensacola, Floride             | Pensacola Bay Center     | 8 150    | 2009      | 2009   |
| Rivermen de Peoria         | Peoria, Illinois               | Peoria Civic Center      | 9 919    | 1982      | 2013   |
| Storm de Quad City         | Moline, Illinois               | TaxSlayer Center         | 9 200    | 2018      | 2018   |
| Rail Yard Dawgs de Roanoke | Roanoke, Virginie              | Berglund Center          | 7 752    | 2016      | 2016   |

### Anciennes équipes
| Nom de l'équipe              | Ville                           | Période   | Nouvelle appellation       |
| ---------------------------- | ------------------------------- | --------- | -------------------------- |
| Aces d'Asheville             | Asheville, Caroline du Nord     | 2004-2005 | Franchise dissoute         |
| Riverhawks d'Augusta         | Augusta, Géorgie                | 2010-2013 | Mayhem de Macon            |
| Thunder de Bloomington       | Bloomington, Illinois           | 2013-2014 | Thunderbolts d'Evansville  |
| Cottonmouths de Columbus     | Columbus, Géorgie               | 2004-2017 | Franchise dissoute         |
| Seals de la Floride          | Kissimmee, Floride              | 2005-2007 | Franchise dissoute         |
| Barracudas de Jacksonville   | Jacksonville, Floride           | 2004-2008 | Franchise dissoute         |
| IceGators de la Louisiane    | Lafayette, Louisiane            | 2009-2016 | Franchise dissoute         |
| Trax de Macon                | Macon, Géorgie                  | 2004-2005 | Franchise dissoute         |
| RiverKings du Mississippi    | Southaven, Mississippi          | 2011-2018 | Franchise dissoute         |
| Surge du Mississippi         | Biloxi, Mississippi             | 2009-2014 | Rail Yard Dawgs de Roanoke |
| Cyclones de Pee Dee          | Florence, Caroline du Sud       | 2005-2007 | Cyclones de Twin City      |
| Renegades de Richmond        | Richmond, Virginie              | 2006-2009 | Franchise dissoute         |
| Cyclones de Twin City        | Winston-Salem, Caroline du Nord | 2007-2009 | Franchise dissoute         |
| Polar Twins de Winston-Salem | Winston-Salem, Caroline du Nord | 2004-2005 | Franchise dissoute         |

## Palmarès
| Saison    | Champion                 | Finaliste                  | Score | Saison régulière         |
| --------- | ------------------------ | -------------------------- | ----- | ------------------------ |
| 2004-2005 | Cottonmouths de Columbus | Trax de Macon              | 2-0   | Ice Bears de Knoxville   |
| 2005-2006 | Ice Bears de Knoxville   | Seals de la Floride        | 3-1   | Ice Bears de Knoxville   |
| 2006-2007 | FireAntz de Fayetteville | Barracudas de Jacksonville | 3-1   | Cottonmouths de Columbus |
| 2007-2008 | Ice Bears de Knoxville   | Barracudas de Jacksonville | 3-0   | Ice Bears de Knoxville   |
| 2008-2009 | Ice Bears de Knoxville   | FireAntz de Fayetteville   | 4-3   | Ice Bears de Knoxville   |
| 2009-2010 | Havoc de Huntsville      | Surge du Mississippi       | 3-0   | Surge du Mississippi     |
| 2010-2011 | Surge du Mississippi     | Riverhawks d'Augusta       | 3-0   | Surge du Mississippi     |
| 2011-2012 | Cottonmouths de Columbus | Ice Flyers de Pensacola    | 2-0   | Riverhawks d'Augusta     |
| 2012-2013 | Ice Flyers de Pensacola  | Havoc de Huntsville        | 2-1   | FireAntz de Fayetteville |
| 2013-2014 | Ice Flyers de Pensacola  | Cottonmouths de Columbus   | 2-0   | Ice Flyers de Pensacola  |
| 2014-2015 | Ice Bears de Knoxville   | RiverKings du Mississippi  | 2-0   | Rivermen de Peoria       |
| 2015-2016 | Ice Flyers de Pensacola  | Rivermen de Peoria         | 3-0   | Rivermen de Peoria       |
| 2016-2017 | Mayhem de Macon          | Rivermen de Peoria         | 2-0   | Mayhem de Macon          |
| 2017-2018 | Havoc de Huntsville      | Rivermen de Peoria         | 2-1   | Rivermen de Peoria       |
| 2018-2019 | Havoc de Huntsville      | Bulls de Birmingham        | 2-0   | Rivermen de Peoria       |